# الناع (بني ضبيان)

تعديل مصدري - تعديل

الناع هي إحدى قرى عزلة بني ضبيان بمديرية بني ضبيان التابعة لمحافظة صنعاء، بلغ تعداد سكانها 254 نسمة حسب تعداد اليمن لعام 2004.